# Vittorino Girardi
Vittorino Girardi (Lendinara, 24 marzo 1938) è un vescovo cattolico italiano.

## Biografia
È nato 24 marzo 1938 a Lendinara, nell'allora diocesi di Adria.

### Formazione e ministero sacerdotale
Ha frequentato il seminario maggiore dei missionari comboniani e successivamente la Pontificia università urbaniana di Roma dove ha conseguito laurea in teologia e il diploma in filosofia dell'ateismo. Sempre a Roma si è specializzato in mariologia presso il "Marianum".
Il 9 settembre 1962 ha emesso la professione perpetua nei Missionari comboniani del Cuore di Gesù e il 30 marzo seguente è stato ordinato presbitero nella Basilica di San Giovanni in Laterano a Roma da Clemente Micara, cardinale vicario di Roma.
Dopo l'ordinazione sacerdotale è stato formatore dei comboniani prima in Spagna e poi a Nairobi in Kenya. Dopo gli studi di specializzazione a Roma, nel 1983 si è trasferito in Messico dove è stato professore all'Università pontificia del Messico per nove anni. Nel 1992 si è spostato in Costa Rica dove è stato prima formatore dei comboniani e poi dal 1995 al 2002 professore all'Università Cattolica di Costa Rica.

### Ministero episcopale
Il 13 luglio 2002 papa Giovanni Paolo II lo ha nominato vescovo di Tilarán-Liberia; ha ricevuto l'ordinazione episcopale nella cattedrale di Tilarán il 21 settembre seguente dall'arcivescovo Antonio Sozzo, nunzio apostolico in Costa Rica, coconsacranti Román Arrieta Villalobos, arcivescovo emerito di San José de Costa Rica e protovescovo di Tilarán-Liberia, ed Héctor Morera Vega, suo predecessore a Tilarán-Liberia.
Il 6 febbraio 2016 ha rassegnato le dimissioni dal governo pastorale della diocesi.

## Genealogia episcopale e successione apostolica
La genealogia episcopale è:
- Cardinale Scipione Rebiba
- Cardinale Giulio Antonio Santori
- Cardinale Girolamo Bernerio, O.P.
- Arcivescovo Galeazzo Sanvitale
- Cardinale Ludovico Ludovisi
- Cardinale Luigi Caetani
- Cardinale Ulderico Carpegna
- Cardinale Paluzzo Paluzzi Altieri degli Albertoni
- Papa Benedetto XIII
- Papa Benedetto XIV
- Papa Clemente XIII
- Cardinale Marcantonio Colonna
- Cardinale Giacinto Sigismondo Gerdil, B.
- Cardinale Giulio Maria della Somaglia
- Cardinale Carlo Odescalchi, S.I.
- Vescovo Eugène de Mazenod, O.M.I.
- Cardinale Joseph Hippolyte Guibert, O.M.I.
- Cardinale François-Marie-Benjamin Richard
- Cardinale Pietro Gasparri
- Cardinale Clemente Micara
- Cardinale Antonio Samorè
- Cardinale Angelo Sodano
- Arcivescovo Antonio Sozzo
- Vescovo Vittorino Girardi

La successione apostolica è:
- Vescovo Manuel Eugenio Salazar Mora (2016)